# Cladium
Cladium is een geslacht uit de cypergrassenfamilie (Cyperaceae).
The Plant List erkent vier soorten: Cladium chinense Nees, Cladium costatum Steyerm., Cladium mariscoides (Muhl.) Torr. en Cladium mariscus (L.) Pohl. (galigaan). Volgens de Flora of North America bestaat het geslacht uit vier soorten die voorkomen in Noord-Amerika, Mexico, de Caraïben, Midden-Amerika, Zuid-Amerika, Eurazië, Afrika en Australië.

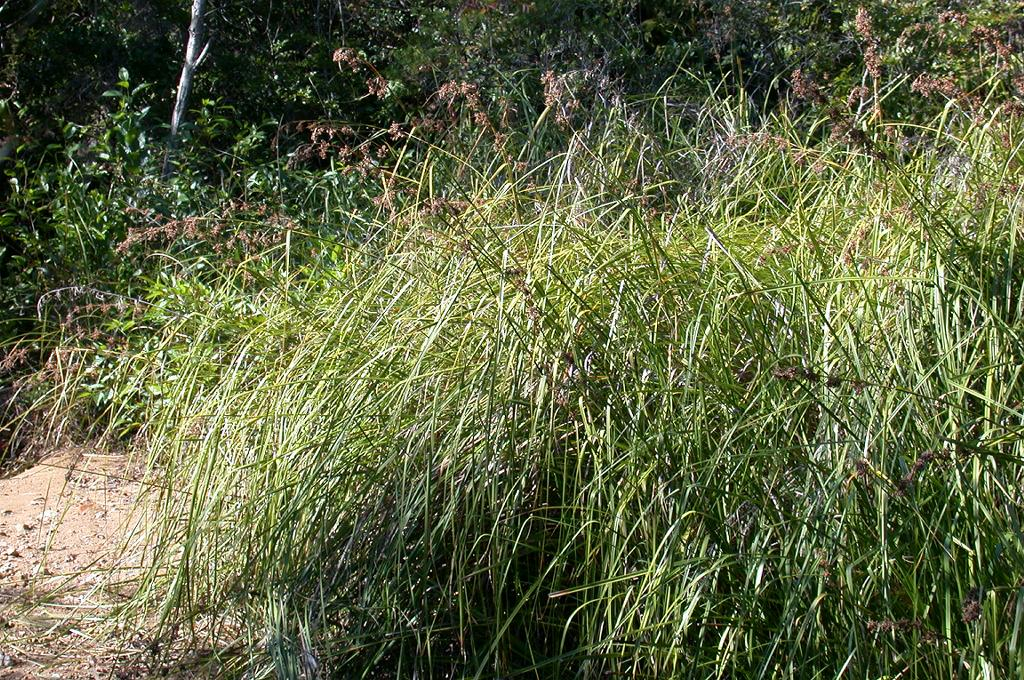
Cladium chinense